# Qualificazioni ai Giochi della XXV Olimpiade (AFC)
Di seguito sono elencati gli incontri con relativo risultato della zona asiatica (AFC) per le qualificazioni a Barcellona 1992.

## Formula
Le qualificazioni predevano due turni preliminari.
Nel primo turno le 29 squadre vennero divise in 6 gironi: erano tutti composti da 5 squadre ad eccezione del gruppo F che era composto da 4 squadre. Tutti i gruppi erano gironi A/R ad eccezione dei gruppi B e C che invece erano gironi di sola andata. Passavano il turno le vincitrici dei gironi.
Tutte le partite del gruppo B si giocarono a Hyderabad (India). Tutte le partite del gruppo C si giocarono in Bahrein, inoltre nel gruppo C all'inizio era prevista la presenza dell'Afghanistan che però si ritirò prima di disputare i suoi incontri. Le prime 10 partite del gruppo D vennero giocate a Seul (Corea del Sud) mentre le restanti 10 si giocarono a Kuala Lumpur (Malaysia). Le prime 10 partite del gruppo E vennero giocate a Pyongyang (Corea del Nord) mentre le restanti 10 si giocarono a Pechino (Cina).
Il secondo turno era composto da un girone da 6 squadre dove si disputarono incontri di sola andata, a cui partecipavano le vincitrici dei gironi del primo turno.
Le partite vennero giocate tutte a Kuala Lumpur (Malaysia).
Si qualificavano all'Olimpiade le prime tre classificate del girone del secondo turno.

## Risultati

### Primo turno

#### Gruppo A
| Squadra             | P.ti | G | V | N | P | GF | GS | DR  |
| ------------------- | ---- | - | - | - | - | -- | -- | --- |
| Qatar               | 13   | 8 | 6 | 1 | 1 | 16 | 4  | +12 |
| Iran                | 12   | 8 | 5 | 2 | 1 | 19 | 6  | +13 |
| Emirati Arabi Uniti | 8    | 8 | 3 | 2 | 3 | 8  | 8  | 0   |
| Yemen               | 7    | 8 | 2 | 3 | 3 | 7  | 9  | -2  |
| Pakistan            | 0    | 8 | 0 | 0 | 8 | 0  | 12 | -23 |

|  | Yemen | 1 – 0 | Pakistan |  |

|  | Qatar | 2 – 0 | Iran |  |

|  | Iran | 2 – 2 | Emirati Arabi Uniti |  |

|  | Yemen | 1 – 1 | Qatar |  |

|  | Pakistan | 0 – 4 | Qatar |  |

|  | Emirati Arabi Uniti | 2 – 1 | Yemen |  |

|  | Yemen | 1 – 1 | Iran |  |

|  | Pakistan | 0 – 1 | Emirati Arabi Uniti |  |

|  | Qatar | 2 – 1 | Emirati Arabi Uniti |  |

|  | Iran | 5 – 0 | Pakistan |  |

|  | Pakistan | 0 – 2 | Yemen |  |

|  | Iran | 2 – 0 | Qatar |  |

|  | Emirati Arabi Uniti | 0 – 1 | Iran |  |

|  | Qatar | 3 – 0 | Yemen |  |

|  | Qatar | 2 – 0 | Pakistan |  |

|  | Yemen | 0 – 0 | Emirati Arabi Uniti |  |

|  | Iran | 2 – 1 | Yemen |  |

|  | Emirati Arabi Uniti | 2 – 0 | Pakistan |  |

|  | Emirati Arabi Uniti | 0 – 2 | Qatar |  |

|  | Pakistan | 0 – 6 | Iran |  |

#### Gruppo B
| Squadra | P.ti | G | V | N | P | GF | GS | DR |
| ------- | ---- | - | - | - | - | -- | -- | -- |
| Kuwait  | 7    | 4 | 3 | 1 | 0 | 6  | 3  | +3 |
| Siria   | 6    | 4 | 2 | 2 | 0 | 3  | 1  | +2 |
| Oman    | 4    | 4 | 1 | 2 | 1 | 2  | 1  | 0  |
| Libano  | 2    | 4 | 1 | 0 | 3 | 4  | 5  | -1 |
| India   | 1    | 4 | 0 | 1 | 3 | 3  | 7  | -4 |

| Hyderabad | India | 1 – 1 | Oman |  |

| Hyderabad | Libano | 0 – 1 | Siria |  |

| Hyderabad | Kuwait | 1 – 0 | Oman |  |

| Hyderabad | India | 1 – 3 | Libano |  |

| Hyderabad | Siria | 1 – 1 | Kuwait |  |

| Hyderabad | Oman | 1 – 0 | Libano |  |

| Hyderabad | India | 0 – 1 | Siria |  |

| Hyderabad | Libano | 1 – 2 | Kuwait |  |

| Hyderabad | Oman | 0 – 0 | Siria |  |

| Hyderabad | India | 1 – 2 | Kuwait |  |

#### Gruppo C
Tutte le partite si disputarono in Bahrein.
| Squadra        | P.ti | G | V | N | P | GF | GS | DR  |
| -------------- | ---- | - | - | - | - | -- | -- | --- |
| Bahrein        | 4    | 3 | 2 | 0 | 1 | 10 | 2  | +8  |
| Arabia Saudita | 4    | 3 | 2 | 0 | 1 | 8  | 3  | +5  |
| Giordania      | 4    | 3 | 2 | 0 | 1 | 9  | 5  | +4  |
| Sri Lanka      | 0    | 3 | 0 | 0 | 3 | 1  | 18 | -17 |
| Afghanistan    | 0    | 0 | 0 | 0 | 0 | 0  | 0  | 0   |

|  | Bahrein | 6 – 0 | Sri Lanka |  |

|  | Arabia Saudita | 1 – 2 | Giordania |  |

|  | Bahrein | 4 – 0 | Giordania |  |

|  | Sri Lanka | 1 – 5 | Arabia Saudita |  |

|  | Giordania | 7 – 0 | Sri Lanka |  |

|  | Bahrein | 0 – 2 | Arabia Saudita |  |

#### Gruppo D
| Squadra       | P.ti | G | V | N | P | GF | GS | DR  |
| ------------- | ---- | - | - | - | - | -- | -- | --- |
| Corea del Sud | 15   | 8 | 7 | 1 | 0 | 30 | 1  | +29 |
| Thailandia    | 10   | 8 | 5 | 0 | 3 | 25 | 9  | +16 |
| Malaysia      | 9    | 8 | 4 | 1 | 3 | 13 | 7  | +6  |
| Bangladesh    | 6    | 8 | 3 | 0 | 5 | 14 | 15 | -1  |
| Filippine     | 0    | 8 | 0 | 0 | 8 | 1  | 51 | -50 |

| Seul | Corea del Sud | 10 – 0 | Filippine |  |

| Seul | Bangladesh | 2 – 3 | Thailandia |  |

| Seul | Filippine | 0 – 5 | Malaysia |  |

| Seul | Corea del Sud | 6 – 0 | Bangladesh |  |

| Seul | Bangladesh | 0 – 1 | Malaysia |  |

| Seul | Corea del Sud | 2 – 1 | Thailandia |  |

| Seul | Thailandia | 4 – 1 | Malaysia |  |

| Seul | Filippine | 0 – 8 | Bangladesh |  |

| Seul | Filippine | 1 – 7 | Thailandia |  |

| Seul | Corea del Sud | 0 – 0 | Malaysia |  |

| Kuala Lumpur | Malaysia | 1 – 0 | Thailandia |  |

| Kuala Lumpur | Filippine | 0 – 7 | Corea del Sud |  |

| Kuala Lumpur | Malaysia | 0 – 2 | Corea del Sud |  |

| Kuala Lumpur | Thailandia | 4 – 0 | Bangladesh |  |

| Kuala Lumpur | Bangladesh | 0 – 1 | Corea del Sud |  |

| Kuala Lumpur | Malaysia | 5 – 0 | Filippine |  |

| Kuala Lumpur | Bangladesh | 3 – 0 | Filippine |  |

| Kuala Lumpur | Thailandia | 0 – 2 | Corea del Sud |  |

| Kuala Lumpur | Thailandia | 6 – 0 | Filippine |  |

| Kuala Lumpur | Malaysia | 0 – 1 | Bangladesh |  |

#### Gruppo E
| Squadra        | P.ti | G | V | N | P | GF | GS | DR  |
| -------------- | ---- | - | - | - | - | -- | -- | --- |
| Cina           | 15   | 8 | 7 | 1 | 0 | 51 | 1  | +50 |
| Corea del Nord | 13   | 8 | 6 | 1 | 1 | 27 | 3  | +24 |
| Singapore      | 7    | 8 | 3 | 1 | 4 | 14 | 16 | -2  |
| Maldive        | 3    | 8 | 1 | 1 | 6 | 5  | 47 | -42 |
| Nepal          | 2    | 8 | 1 | 0 | 7 | 4  | 34 | -30 |

| Pyongyang | Corea del Nord | 5 – 0 | Nepal |  |

| Pyongyang | Maldive | 0 – 12 | Cina |  |

| Pyongyang | Corea del Nord | 2 – 0 | Singapore |  |

| Pyongyang | Nepal | 0 – 1 | Maldive |  |

| Pyongyang | Corea del Nord | 4 – 0 | Maldive |  |

| Pyongyang | Singapore | 0 – 3 | Cina |  |

| Pyongyang | Nepal | 0 – 4 | Cina |  |

| Pyongyang | Maldive | 1 – 1 | Singapore |  |

| Pyongyang | Nepal | 1 – 4 | Singapore |  |

| Pyongyang | Corea del Nord | 1 – 1 | Cina |  |

| Pechino | Nepal | 0 – 5 | Corea del Nord |  |

| Pechino | Cina | 17 – 0 | Maldive |  |

| Pechino | Singapore | 1 – 3 | Corea del Nord |  |

| Pechino | Maldive | 1 – 2 | Nepal |  |

| Pechino | Maldive | 0 – 7 | Corea del Nord |  |

| Pechino | Cina | 3 – 0 | Singapore |  |

| Pechino | Cina | 10 – 0 | Nepal |  |

| Pechino | Singapore | 4 – 2 | Maldive |  |

| Pechino | Singapore | 4 – 1 | Nepal |  |

| Pechino | Cina | 1 – 0 | Corea del Nord |  |

#### Gruppo F
| Squadra       | P.ti | G | V | N | P | GF | GS | DR |
| ------------- | ---- | - | - | - | - | -- | -- | -- |
| Giappone      | 10   | 6 | 5 | 0 | 1 | 14 | 5  | +9 |
| Hong Kong     | 7    | 6 | 2 | 3 | 1 | 6  | 6  | 0  |
| Indonesia     | 4    | 6 | 1 | 2 | 3 | 6  | 10 | -4 |
| Taipei cinese | 3    | 6 | 1 | 1 | 4 | 5  | 10 | -5 |

|  | Hong Kong | 1 – 1 | Taipei cinese |  |

|  | Indonesia | 1 – 2 | Giappone |  |

|  | Indonesia | 2 – 1 | Taipei cinese |  |

|  | Hong Kong | 3 – 1 | Giappone |  |

|  | Indonesia | 0 – 0 | Hong Kong |  |

|  | Taipei cinese | 0 – 3 | Giappone |  |

|  | Giappone | 2 – 0 | Taipei cinese |  |

|  | Hong Kong | 1 – 1 | Indonesia |  |

|  | Giappone | 3 – 0 | Hong Kong |  |

|  | Taipei cinese | 3 – 1 | Indonesia |  |

|  | Giappone | 3 – 1 | Indonesia |  |

|  | Taipei cinese | 0 – 1 | Hong Kong |  |

### Secondo turno
Nota bene: Non è noto quale sia l'ordine delle partite.
| Squadra       | P.ti | G | V | N | P | GF | GS | DR  |
| ------------- | ---- | - | - | - | - | -- | -- | --- |
| Qatar         | 8    | 5 | 4 | 0 | 1 | 4  | 3  | +1  |
| Corea del Sud | 7    | 5 | 3 | 1 | 1 | 6  | 3  | +3  |
| Kuwait        | 6    | 5 | 2 | 2 | 1 | 8  | 3  | +5  |
| Cina          | 6    | 5 | 3 | 0 | 2 | 7  | 5  | +2  |
| Giappone      | 3    | 5 | 1 | 1 | 3 | 8  | 6  | +2  |
| Bahrein       | 0    | 5 | 0 | 0 | 5 | 1  | 14 | -13 |

| Kuala Lumpur | Qatar | 1 – 0 | Corea del Sud |  |

| Kuala Lumpur | Qatar | 0 – 3 | Kuwait |  |

| Kuala Lumpur | Qatar | 1 – 0 | Cina |  |

| Kuala Lumpur | Qatar | 1 – 0 | Giappone |  |

| Kuala Lumpur | Qatar | 1 – 0 | Bahrein |  |

| Kuala Lumpur | Corea del Sud | 1 – 1 | Kuwait |  |

| Kuala Lumpur | Corea del Sud | 3 – 1 | Cina |  |

| Kuala Lumpur | Corea del Sud | 1 – 0 | Giappone |  |

| Kuala Lumpur | Corea del Sud | 1 – 0 | Bahrein |  |

| Kuala Lumpur | Kuwait | 0 – 1 | Cina |  |

| Kuala Lumpur | Kuwait | 1 – 1 | Giappone |  |

| Kuala Lumpur | Kuwait | 3 – 0 | Bahrein |  |

| Kuala Lumpur | Cina | 2 – 1 | Giappone |  |

| Kuala Lumpur | Cina | 3 – 0 | Bahrein |  |

| Kuala Lumpur | Giappone | 6 – 1 | Bahrein |  |